# 唐仁祖
唐仁祖（1249年—1301年），字寿卿，畏兀儿人，元朝政治人物。
唐仁祖祖父唐古直，子孙以唐为姓，父亲唐骥。早年丧父，母亲教他读书通各族语言，尤其精通音律。中统初年，在朝廷作为质子，学习蒙古字书。至元六年（1269年）选充中书省蒙古掾，至元十八年（1281年）为翰林直学士。历任工部侍郎、中书右司郎中，拜参议尚书省事。参与平反平阳的冤狱，奏罢真定、保定的钱谷旧案。桑哥为丞相秉政时，他不畏权势，论议屡忤桑哥。至元二十八年（1291年），任翰林学士承旨。辽阳发生饥荒，他奉命和近侍速哥一起去赈济，主张一律以大人给予救济。后奉命组织丝上为忽必烈绣像，三年始成。转任将作院使。大德五年（1301年）官至资善大夫、翰林学士承旨、知制诰兼修国史，不久病逝。追赠平章政事，追封洹国公，谥文贞。

## 延伸阅读
[在维基数据编辑]
 《元史·卷134》，出自宋濂《元史》
 《新元史/卷192》，出自柯劭忞《新元史》